# Alexandru Chipciu
Alexandru Mihăiță Chipciu (* 18. Mai 1989 in Brăila) ist ein rumänischer Fußballspieler. Er steht seit 2022 beim rumänischen Verein Universitatea Cluj unter Vertrag.

## Karriere

### Verein
Im Jahr 2006 kam Chipciu in den Kader der ersten Mannschaft des FC Brașov, die in der Liga II spielte. In den ersten beiden Jahren kam er nur unregelmäßig zum Einsatz und hatte damit nur geringen Anteil am Aufstieg 2008. Um Spielpraxis zu sammeln, wurde er im Sommer 2008 zunächst an den Lokalrivalen Forex Brașov, nach dem Rückzug des Klubs an seinem Heimatverein CF Brăila in die Liga III ausgeliehen. Im Sommer 2009 kehrte er nach Brașov zurück, kam aber erst am 31. Spieltag der Saison 2009/10 erstmals zum Einsatz. In der Spielzeit 2010/11 konnte er sich einen Stammplatz erkämpfen.

### Steaua Bukarest
In der Winterpause 2011/12 verließ Chipciu Brașov und wechselte zu Rekordmeister Steaua Bukarest. Dort gewann er mit der Meisterschaft 2013 seinen ersten Titel. Dies konnte er mit seinem Team ein Jahr später wiederholen. Den Gewinn des Doubles verpasste er durch eine Niederlage im Elfmeterschießen im Pokalfinale gegen Astra Giurgiu.

### RSC Anderlecht
Zur Saison 2016/17 wurde er vom belgischen Rekordmeister RSC Anderlecht verpflichtet. Der Mittelfeldspieler unterschrieb einen Vier-Jahres-Vertrag. In der Saison 2018/19 wurde er für ein Jahr an Sparta Prag ausgeliehen. Mach Ablauf des Jahres machte Prag von seiner Kaufoption keinen Gebrauch, so dass Chipciu in der Saison 2019/20 wieder zum Kader des RSC Anderlecht gehörte. Bis Jahresende stand er bei keinem Spiel für Anderlecht auf dem Platz.

### CFR Cluj
Am 18. Januar 2020 wechselte Chipciu zurück nach Rumänien zum CFR Cluj in die oberste rumänische Liga.

### Universitatea Cluj
2022 wechselte er zum Stadtrivalen Universitatea Cluj.

### Nationalmannschaft
Chipciu gehörte der rumänischen Nationalmannschaft erstmals beim Freundschaftsspiel gegen San Marino am 10. August 2011 an, als er eine Halbzeit spielte. Danach nominierte ihn Nationaltrainer Victor Pițurcă erst wieder im November 2011. Im Freundschaftsspiel gegen Griechenland gelang ihm dabei der Treffer zum 3:1-Endstand. Chipciu wurde in der Folge nur unregelmäßig nominiert. Seit Oktober 2012 gehört er fest zum Aufgebot, fungiert aber zumeist als Einwechselspieler.
Bei der Fußball-Europameisterschaft 2016 in Frankreich wurde er in das rumänische Aufgebot aufgenommen. Im EM-Eröffnungsspiel gegen Frankreich kam er als Einwechselspieler zum Einsatz und gegen die Schweiz kam er sogar über die volle Spielzeit zum Einsatz. Im abschließenden Spiel gegen Albanien blieb er jedoch auf der Bank. Danach schied das Team als Gruppenvierter aus.

## Erfolge

### Verein
Steaua Bukarest
- Rumänischer Meister: 2013, 2014, 2015
- Rumänischer Supercup-Sieger: 2013
- Rumänischer Ligapokal: 2015
- Rumänischer Pokalsieger: 2015

Anderlecht
- Belgischer Meister: 2017
- Belgischer-Supercup-Sieger: 2017

CFR Cluj
- Rumänischer Meister:  2020, 2021
- Rumänischer Supercup-Sieger: 2020